# Janou Levels
Janou Johanna Theodora Levels (* 30. Oktober 2000 in Roermond) ist eine niederländische Fußballspielerin, die seit dem 1. Juli 2025 Vertragsspielerin des Bundesligisten Vfl Wolfsburg ist.

## Karriere

### Vereine
Levels begann in ihrem Geburtsort im Stadtteil Herten beim Sint Hadrianus Herten mit dem Fußballspielen. Im weiteren Verlauf gehörte sie bis ins Jahr 2018 dem Centrum voor Topsport en Onderwijs (CTO), dem niederländischen Nachwuchsleistungszentrum in Eindhoven, an.
Zur Saison 2018/19 rückte sie in die erste Mannschaft auf, für die sie in der  Eredivisie, der höchsten Spielklasse im niederländischen Frauenfußball, ihre ersten zehn Punktspiele im Seniorinnenbereich bestritt. Sie debütierte am 7. September 2018 (1. Spieltag) bei der 0:1-Niederlage im Auswärtsspiel gegen den FC Twente Enschede. Ihr erstes Tor erzielte sie am 14. Dezember 2018 (15. Spieltag) beim 9:1-Sieg im Auswärtsspiel gegen die Frauenfußballmannschaft von Achilles ’29 mit dem Treffer zum 7:1 in der 53. Minute. Bis zum Saisonende 2022/23 bestritt sie 87 Punkt-, zehn nationale und zwei internationale Pokalspiele für ihre Mannschaft. Am 5. Juni 2021 gewann sie den niederländischen Vereinspokal, nachdem ADO Den Haag mit 1:0 im Yanmar Stadion in Almere bezwungen wurde. Die am 18. April 2022 und am 18. Mai 2023 erreichten Finalspiele wurden mit 1:2 gegen Ajax Amsterdam und 0:4 gegen den FC Twente Enschede verloren.
Zur Saison 2023/24 wurde sie vom Bundesligisten Bayer 04 Leverkusen verpflichtet. Ihr Pflichtspieldebüt hatte sie am 10. September 2023 beim 3:0-Zweitrundensieg im DFB-Pokal gegen den SV Meppen. Ihr Bundesligadebüt gab sie zum Saisonauftakt eine Woche später bei der 0:3-Niederlage im Auswärtsspiel gegen den VfL Wolfsburg. im Sommer 2025 wechselte sie zum VfL Wolfsburg.

### Nationalmannschaft
Levels durchlief die Nachwuchsmannschaften des KNVB der Altersklassen U17 bis U23, für die sie 39 Länderspiele bestritt. Ihr Debüt für die A-Nationalmannschaft gab sie am 29. November 2021 in Den Haag im torlosen Freundschaftsspiel gegen die A-Nationalmannschaft Japans.

## Erfolge
- Niederländischer Meister 2019, 2020
- Niederländischer Pokal-Sieger 2021, -Finalist 2022, 2023